# Corowa
Corowa is een plaats in de Australische deelstaat New South Wales en telt 5628 inwoners (2006).